# Elberfelder Kalksenke
Die Elberfelder Kalksenke ist eine Naturräumliche Einheit mit der Ordnungsnummer 3371.35 auf dem Stadtgebiet der bergischen Großstadt Wuppertal (Stadtteil Elberfeld) innerhalb der Wuppertaler Senke. Die Senke besteht aus stark gefalteten, durch hohe Niederschläge abgetragenen und verkarsteten Massenkalken aus dem Mitteldevon.
Die fast geschlossene zentrale Kammer der Elberfelder Kalksenke umfasst die Talsohle der Wupper, die auf einer durchschnittlichen Höhe von 150 m liegt und nach Norden bis auf 200 m auf Kalkhochflächen ansteigt. Diese Kalkhochflächen sind steilwandig und werden von Seiten- und Trockentäler in einzelne Plateaus gegliedert. Im Tal befindet sich auf dem Schuttkegel des Mirker Bachs das historische Stadtzentrum Elberfelds mit der alten Burg Elberfeld und dem wichtigsten Geschäftsviertel der Stadt.
Weiter nach Norden und nach Süden steigen steile Hänge auf hochgelegene Höhenrücken und Hochflächen (bis 300 m) an, die aus Grauwacken und Schiefern bestehen. Im Osten grenzt der Hardtschieferrücken die Elberfelder von der Barmer Kalksenke ab. Noch deutlicher ist die Trennung zum Sonnborner Kalkgebiet im Westen durch den Nützenberger Querriegel.
Die Senke wird vollständig durch dichte Siedlungs- und Gewerbeflächen der Industriestadt Wuppertal eingenommen. Die Bundesstraße 7 und die Bahnstrecke Elberfeld–Dortmund folgen dem Flusslauf innerhalb der Senke.